# Boris Šuchov
Boris Chabalovič Šuchov (Борис Хабалович Шухов, * 8. května 1947 Kodyma) je bývalý sovětský silniční cyklista ukrajinského původu.
Na Letních olympijských hrách 1968 skončil v časovce družstev na sto kilometrů na devátém místě. Na mistrovství světa v silniční cyklistice 1970 získal spolu s Valerijem Jardym, Valerijem Lichačovem a Viktorem Sokolovem pro Sovětský svaz první světový titul v časovce družstev. Na MS 1971 byl se sovětským kvartetem osmý. Spolu s Jardym, Lichačovem a Gennadijem Komnatovem vybojoval zlatou medaili na Letních olympijských hrách 1972. Na MS 1973 skončilo sovětské kvarteto ve složení Šuchov, Komnatov, Jurij Michajlov a Sergej Sinicyn na druhém místě za Polskem.
Začínal v klubu Spartak Nalčik, v roce 1971 přestoupil do SKA Kujbyšev. Získal pět titulů mistra SSSR v silniční cyklistice. Jeho největšími individuálními úspěchy byla vítězství v celkové klasifikaci závodů Tour de Bretagne a Kolem Jugoslávie, obou dosáhl v roce 1973. Na závodě Kolem Turecka byl v roce 1969 druhý.
Byl mu udělen titul zasloužilý mistr sporu SSSR a Řád Odznak cti. Po ukončení závodní kariéry byl ředitelem sportovní školy.